# Král komiků (film)
Král komiků je střihový hraný film z roku 1963, je v něm sestřiháno dvanáct filmů Vlasty Buriana.

## Děj
Imitátor Vlasty Buriana (Jiří Štuchal) se vrací mezi představením do šatny, a všude vidí Vlastu Buriana. Ten ho provází i na dovolené. Do té doby, než se herec probudí ve své šatně a jde opět vystupovat... Film je prolínán nejlepšími záběry z filmů: C. a k. polní maršálek, Lelíček ve službách Sherlocka Holmese, Funebrák, Pobočník Jeho Výsosti, U snědeného krámu, Hrdinný kapitán Korkorán, Hrdina jedné noci, Tři vejce do skla, U pokladny stál..., Když Burian prášil / Baron Prášil, Přednosta stanice a Provdám svou ženu.
Pozn.: Třetí střihový film Vlasty Buriana. Film byl vytvořen ze stejného důvodu jako první. Byl natočen až po smrti Vlasty Buriana.

## Obsazení
- Vlasta Burian (role: sestřih nejlepších rolí z archívu)
- Jiří Štuchal (herec a imitátor Vlasty Buriana)
- Miloš Patočka (hlas)

## Produkční informace
- Námět a scénář: Myrtil Frída, Rudolf Jaroš, Vladimír Sís
- Rok výroby: 1963
- Druh filmu: střihový, dokument, komedie
- Natočeno v: ateliéru